# 平維敏
平 維敏（たいら の これとし）は、平安時代中期の武将。

## 経歴
藤原実資の家人。天元5年（982年）2月、衛門尉を経て、正暦4年（993年）に肥前守と見える。翌年任国で没した。

## 系譜
- 父：平貞盛
- 母：不詳
- 妻：不詳
  - 子女：干公